# 西村博之
西村博之（日语：／ Nishimura Hiroyuki */?，1976年11月16日—）是日本網路論壇「2ch」的創立者與前管理者、现任4chan管理员、互联网企业家、自助类书籍作家和电视媒体人。神奈川縣相模原市出身。通稱「Hiroyuki」（ひろゆき） 。曾任NICONICO動畫服務供應商Niwango的董事之一。在網路上有「論破王」之別稱（「論破」為駁倒之意）。

## 簡歷
西村出生於神奈川縣相模原市，但是在東京都長大，曾經住過東京都練馬區田柄和東京都北區赤羽等地；西村的父親是國稅局職員。西村於1995年畢業於東京都立北園高校，1996年4月進入日本中央大學文學部教育學科心理學系就讀。1998年設立了Tokyo Access公司。利用大學就讀期間騎機車出車禍得到的賠償金，在1998年夏天前往美國中阿肯色大學留學一年，並於留學期間（1999年5月）建立了2ch。
在2022年開始連載的漫畫《異世界博之》中擔任監修。

## 外部鏈結
- 西村博之的X（前Twitter） （日語）（英文）